# STS-69
STS-69, voluit Space Transportation System-69, was een spaceshuttlemissie van de Endeavour. De bemanningsleden voerde verschillende experimenten uit en testte apparatuur dat tijdens latere missies naar het Internationaal ruimtestation ISS gebruikt zou worden.

## Bemanning
| Positie            | Lancering                         | Landing                           |                                   |
| ------------------ | --------------------------------- | --------------------------------- | --------------------------------- |
| Bevelhebber        | David Walker 4e ruimtevlucht      | David Walker 4e ruimtevlucht      |                                   |
| Piloot             | Kenneth Cockrell 2e ruimtevlucht  | Kenneth Cockrell 2e ruimtevlucht  |                                   |
| Missiespecialist 1 | James Voss 3e ruimtevlucht        | James Voss 3e ruimtevlucht        |                                   |
| Missiespecialist 2 | James Newman 2e ruimtevlucht      | James Newman 2e ruimtevlucht      | James Newman 2e ruimtevlucht      |
| Missiespecialist 3 | Michael Gernhardt 1e ruimtevlucht | Michael Gernhardt 1e ruimtevlucht | Michael Gernhardt 1e ruimtevlucht |

## Media

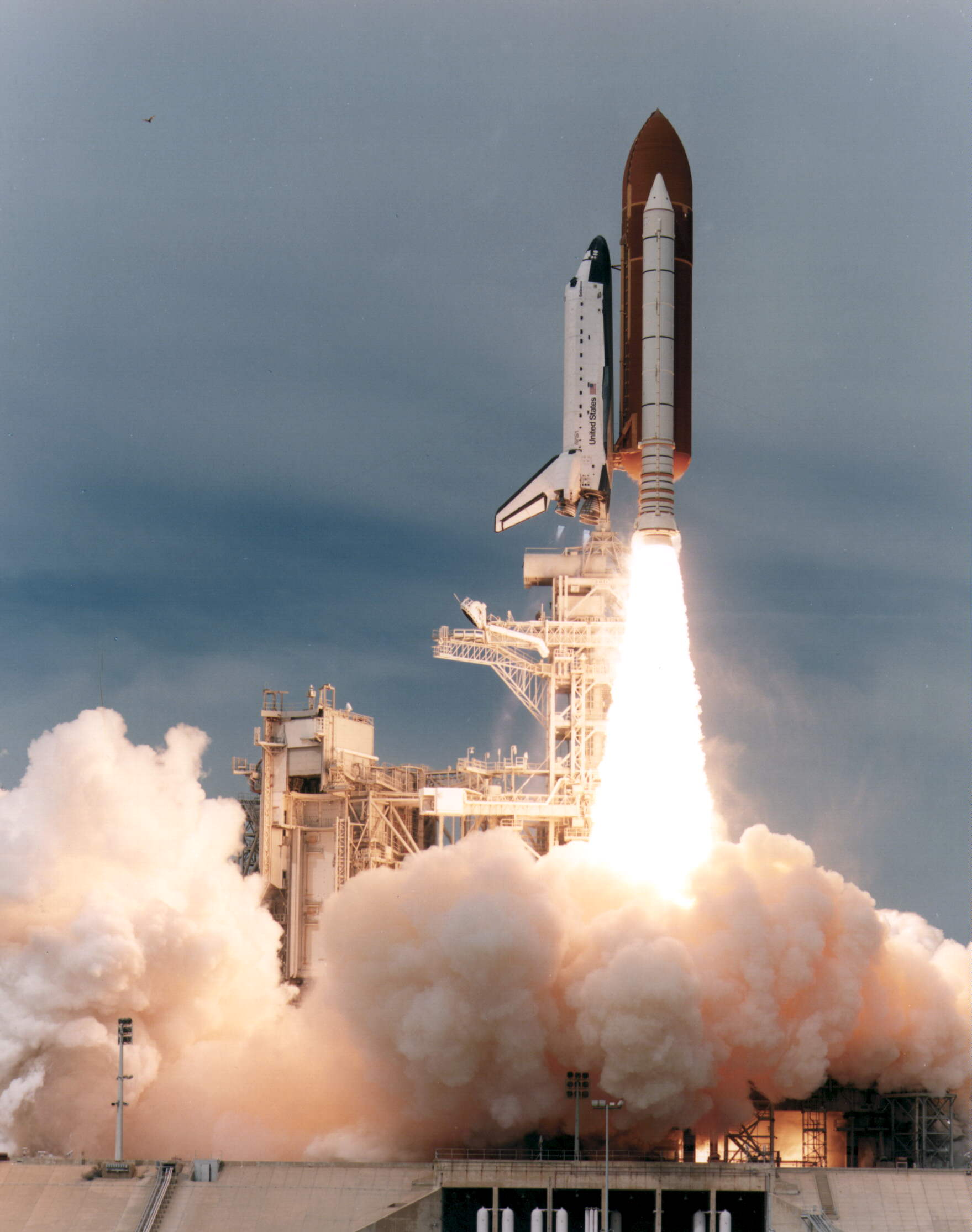
Lancering
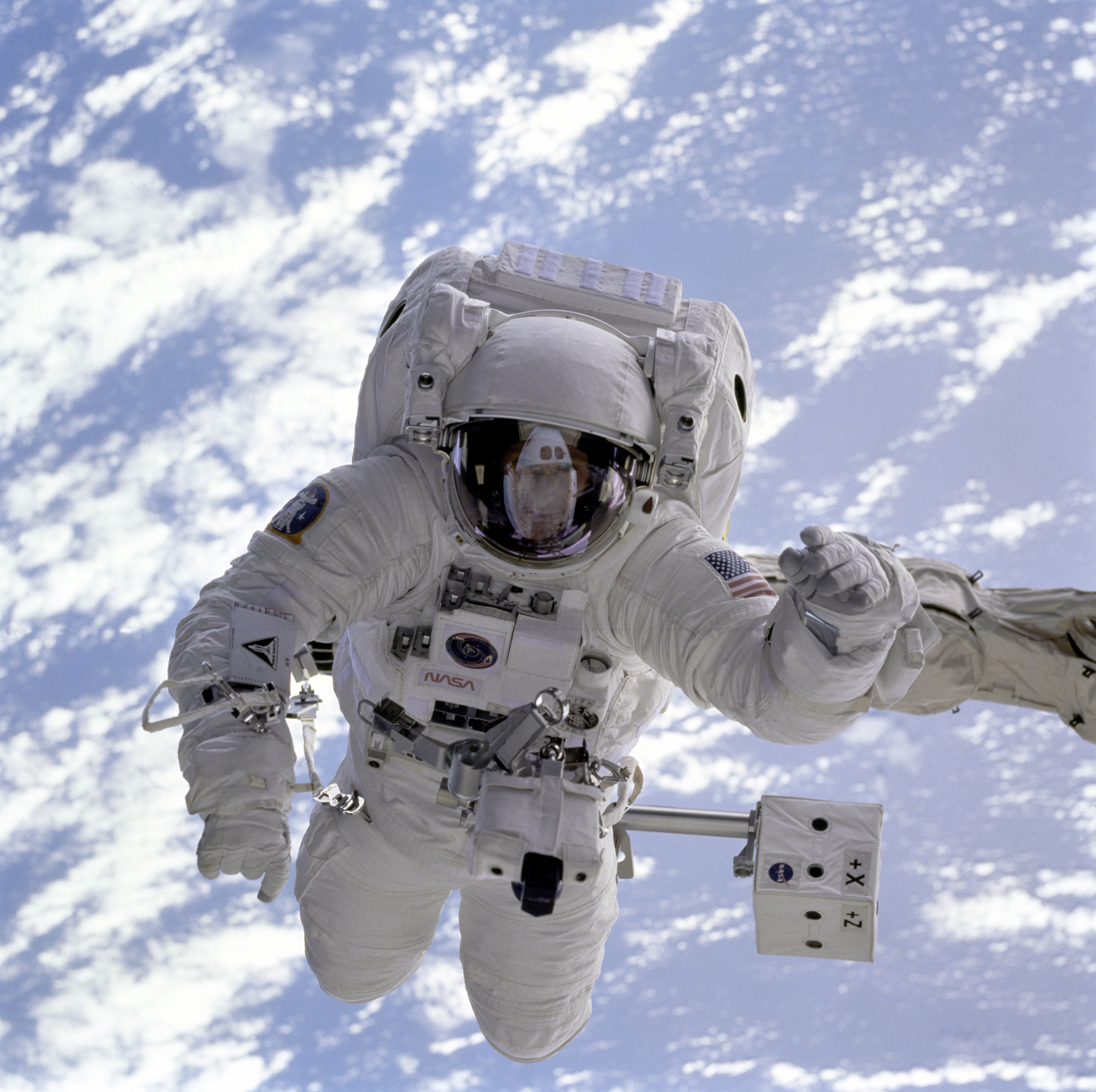
Gernhardt tijdens een ruimtewandeling

STS-49 · STS-47 · STS-54 · STS-57 · STS-61 · STS-59 · STS-68 · STS-67 · STS-69 · STS-72 · STS-77 · STS-89 · STS-88 · STS-99 · STS-97 · STS-100 · STS-108 · STS-111 · STS-113 · STS-118 · STS-123 · STS-126 · STS-127 · STS-130 · STS-134